# Caecilia subterminalis
Caecilia subterminalis е вид безкрако земноводно от семейство Caeciliidae.

## Разпространение
Видът е разпространен в Еквадор.